# 卢卡尔
卢卡尔，是西班牙安达卢西亚自治区阿尔梅里亚省的一个市镇。 总面积100km2, 总人口803人（2001年），人口密度8人/km2。